# Antoine Louis Popon de Maucune
Barone Antoine Louis Popon de Maucune (Brive-la-Gaillarde, 21 febbraio 1772 – Parigi, 18 febbraio 1824) è stato un militare francese. Fu attivo durante le guerre rivoluzionarie francesi e le guerre napoleoniche. Il suo nome è inciso sul lato ovest dell'Arco di Trionfo di Parigi.

## Biografia
Nacque il 21 febbraio 1772 a Brive-la-Gaillarde, nel dipartimento della Corréze. Si arruolò da giovanissimo all'interno dell'esercito francese, entrando come sottotenente del corpo dei pontonieri già nel 1786. Dopo essere stato promosso a tenente nel 1787, venne congedato nel 1789. Si unì nel luglio 1791 alla Guardia nazionale parigina, precisamente nel 1° battaglione dei volontari. Riebbe i suoi gradi nel giugno 1792, quando venne aggregato al 23° reggimento di fanteria. Combatté inizialmente nell'Armata del Nord, venendo ferito alla coscia sinistra nella battaglia di Menen. Fu trasferito l'anno successivo nella Armata delle Alpi. Divenuto il capo dei partigiani francesi in Piemonte, fu ferito ad un braccio a Bardonecchia. Promosso a capitano nel febbraio 1794 venne trasferito nell'Armata d'Italia, dove rimase sino al 1801. In particolare, si distinse ad Arcole, a seguito della quale fu promosso a capobattaglione da Napoleone stesso.
Dopo lo scoppio della guerra della Seconda coalizione, nel marzo 1799 venne ferito ad entrambe le cosce da due colpi d'arma da fuoco durante la battaglia di Tauffern lo stesso giorno in cui venne provvisoriamente nominato chef de brigade. Ripresosi dalle ferite, venne inviato in Italia e in agosto combatté a Novi, dove fu ferito al piede destro. Fece ritorno in Francia e nel 1800 si arruolò all'interno dell'Armata di Riserva: dopo aver attraversato le Alpi, partecipò alla presa di Ivrea e al passaggio della Chiusella, nel quale rimase ferito. Partecipò poi sia alla battaglia di Marengo sia a quella di Pozzolo, dove venne nuovamente ferito, ed ottenendo la conferma del grado di chef de brigade nel frattempo. Al termine della guerra, venne inviato nella guarnigione di Parigi per due anni e poi destinato al campo di Montreuil, nella divisione di Loison e poi Marchand, nel 6° corpo della Grande Armée del maresciallo Ney. Divenne Ufficiale della Legion d'Onore l'11 dicembre 1803 e poco dopo fu anche eletto nei collegi elettorali del suo dipartimento natale.
Prestò servizio nelle guerre della Terza coalizione e della Quarta coalizione nella 2ª divisione del 6° Corpo del generale Ney, ottenendo per il valore dimostrato il titolo di Commendatore della Legion d'Onore. Fu assegnato come comandante a Landsberg nel novembre del 1806 e un paio di mesi dopo fu promosso a generale di brigata. Nel marzo 1807 prese il posto di comandante della 1ª divisione del 6° Corpo in sostituzione del generale Belair. Fece ritorno in Francia nel settembre 1807, ottenendo il titolo di Cavaliere dell'Ordine della Corona ferrea e la nomina a barone dell'Impero l'anno successivo.

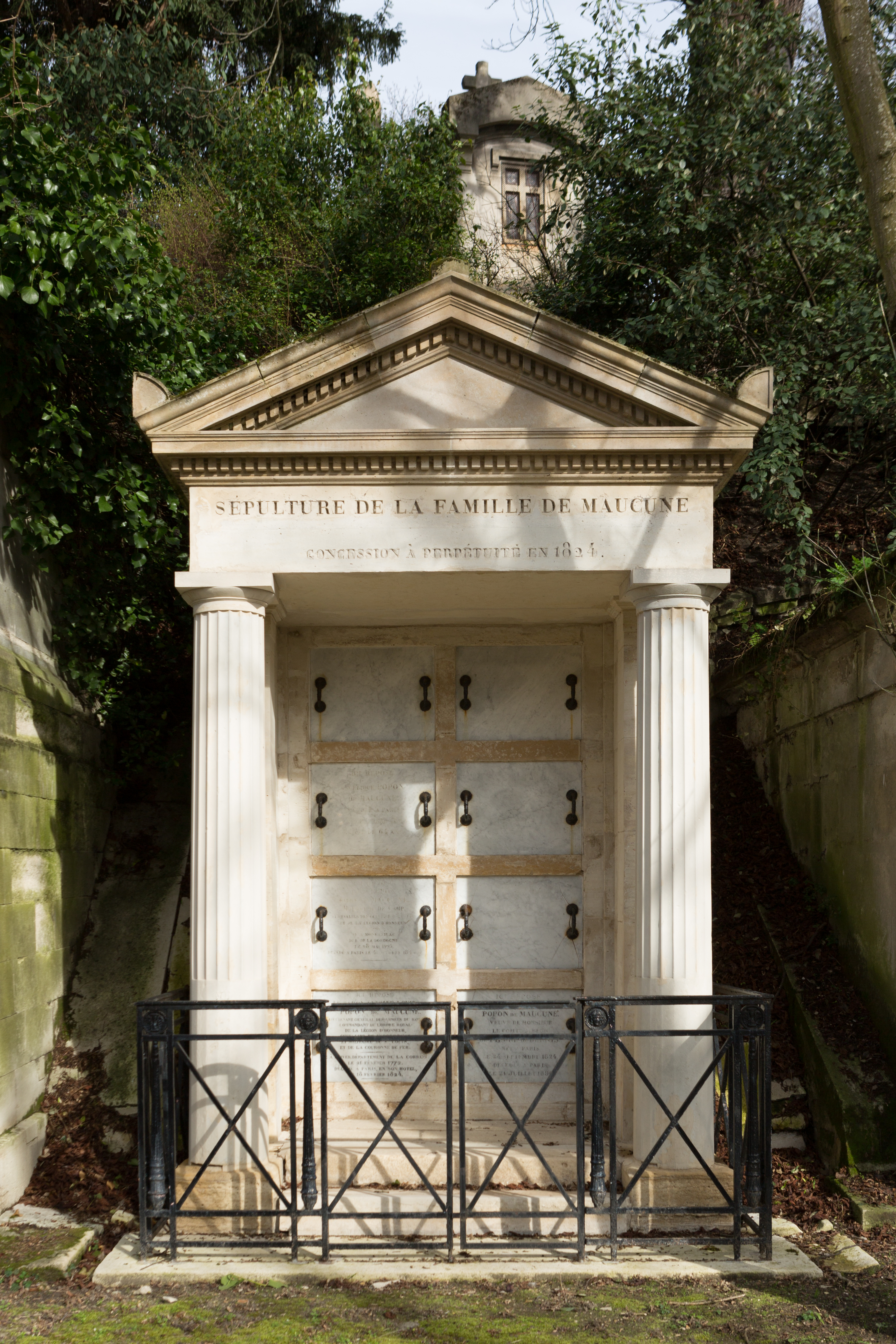
Tomba della famiglia Maucune nel cimitero di Père-Lachaise

Passò gli anni tra il 1808 ed il 1813 servendo gli eserciti napoleonici in Spagna. Giunse nella penisola iberica nel settembre 1808, sempre all'interno del 6° corpo della Grande Armeè. Nella battaglia di Santiago, il 23 maggio 1809, si fratturò il femore destro. Ripresosi, combatté ad Alba di Tormes diversi mesi dopo, distinguendosi sul campo di battaglia. Unitosi all'armata d'invasione del Portogallo tra il 1809 e il 1811, fu ferito alla coscia destra durante la battaglia del Buçaco nel 1810 e colpito ben due volte da dei colpi di arma da fuoco a Fuentes de Oñoro nel 1811. Venne promosso a generale di divisione il 26 maggi 1811 e andò a sostituire il generale Marchand nel suo ruolo di comando per un paio di mesi. Nel 1812 prestò servizio ad Arapiles. Poi, quello stesso anno, fu nominato comandante dell'avanguardia dell'Armata del Portogallo sotto il generale Souham. Nel corso delle operazioni contro l'assedio di Burgos, si distinse catturando Quintanapalla e vincendo a Tamames contro alcuni reparti anglo-ispanici. L'anno successivo fu nominato comandante della 7ª divisione dell'ala destra sotto il generale Reille nell'Armata del Sud in Spagna.
Il 18 novembre 1813 venne inviato nell'esercito dell'Armata d'Italia sotto Eugenio di Beauharnais. Divenne comandante dell'ala destra dell'esercito non molto dopo che Severoli fu gravemente ferito ad una gamba il 7 marzo a San Maurizio. Le sue forze, posizionate sul Taro vennero poi attaccate e sconfitte dagli austro-napoletani negli ultimi giorni del conflitto. Congedato dal servizio attivo, fece ritorno in Francia, ottenendo il titolo di Cavaliere dell'Ordine di San Luigi. Durante i Cento giorni era stato inviato a prendere il comando di una divisione della Guardia nazionale a Lille ma il rapido susseguirsi degli eventi gli impedì di svolgere il compito assegnatoli. Congedato dal servizio attivo nel 1815, fu ammesso al pensionamento nel 1818. Nel frattempo, fu segnalato in un rapporto di polizia a causa di uno scandalo avvenuto in una casa da gioco, il che gli impedì di intraprendere carriera nel ramo amministrativo. Morì a Parigi il 18 febbraio 1824.